# Миякинский сельсовет
Миякинский сельсовет — муниципальное образование в Миякинском районе Башкортостана.
Административный центр — село Киргиз-Мияки.

## История
Согласно Закону о границах, статусе и административных центрах муниципальных образований в Республике Башкортостан имеет статус сельского поселения.

## Население
| 2002  | 2009    | 2010  | 2012  | 2013  | 2014  | 2015  |
| ----- | ------- | ----- | ----- | ----- | ----- | ----- |
| 9620  | ↗10 457 | ↘9361 | ↘9272 | ↗9339 | ↘9311 | ↗9405 |
| 2016  | 2017    | 2018  |       |       |       |       |
| ↘9373 | ↗9416   | ↗9417 |       |       |       |       |

## Состав сельского поселения
| № | Населённый пункт | Тип населённого пункта       | Население |
| - | ---------------- | ---------------------------- | --------- |
| 1 | Киргиз-Мияки     | село, административный центр | ↗8535     |
| 2 | Родниковка       | село                         | ↘841      |
| 3 | Ерлыково         | село                         | ↘499      |
| 4 | Курманайбаш      | деревня                      | ↘194      |
| 5 | Кызыл-Чишма      | деревня                      | ↘178      |
| 6 | Четырбаш         | деревня                      | ↘117      |
| 7 | Никольское       | деревня                      | ↘59       |
| 8 | Крыкнарат        | деревня                      | ↘0        |

## Известные уроженцы
- Абдуллин, Мансур Идиатович (15 сентября 1919 — 8 июня 1996) — старший сержант, участник Великой Отечественной войны, Герой Советского Союза (1943)[17][18].
- Ахметшина Айгуль Гайсовна (род. 1 мая 1996 года) — башкирская оперная певица (меццо-сопрано), Заслуженный артист Республики Башкортостан (2021)[19], лауреат Международной оперной премии International Opera Awards (2023)[20].
- Хафизов, Мидхат Габдраупович (род. 26 июня 1933) — старший оператор Новоуфимского нефтеперерабатывающего завода, Герой Социалистического Труда (1977), почётный нефтехимик СССР (1978), Изобретатель СССР (1981)[21][22].